# Ramon Dimas Montserrat
Ramon Dimas Montserrat (el Pont d’Armentera, Alt Camp, 1919 - Santes Creus, Alt Camp, 24 d’agost de 1965) fou un periodista esportiu i fotògraf català.